# Exponentielles Wachstum
Exponentielles Wachstum (auch unbegrenztes oder freies Wachstum genannt) beschreibt ein mathematisches Modell für einen Wachstumsprozess, bei dem sich die Bestandsgröße in jeweils gleichen Zeitschritten immer um denselben Faktor vervielfacht. Der Wert der Bestandsgröße kann im zeitlichen Verlauf entweder steigen (exponentielle Zunahme) oder abnehmen (exponentieller Zerfall oder exponentielle Abnahme). Ein solcher Verlauf kann bei einer exponentiellen Zunahme durch die Verdopplungszeit und bei einer exponentiellen Abnahme durch die Halbwertszeit eindeutig angegeben werden. Anders als lineares oder polynomiales Wachstum verursacht exponentielles Wachstum auch bei anfangs nur kleinen Veränderungen im weiteren Verlauf deutlich größere, sodass ein exponentielles Wachstum ab einem bestimmten Zeitpunkt jedes lineare oder polynomiale Wachstum um Größenordnungen übersteigt. Aus diesem Grund kann die Auswirkung von exponentiellem Wachstum leicht unterschätzt werden.

## Funktion des exponentiellen Wachstums

Exponentielles Wachstum:

Exponentieller Zerfall:

Bei einer Wachstumsfunktion ist die Bestandsgröße {\displaystyle B(t)} abhängig von der Zeit {\displaystyle t}. Sie ist von der Form
{\displaystyle B(t)=A\cdot b^{t/T_{b}}} mit der in Bezug genommenen Vervielfältigungszeit {\displaystyle T_{b}} z. B. 1 Sekunde, {\displaystyle A>0} und {\displaystyle b>0}
oder gleichwertig {\displaystyle B(t)=A\cdot e^{\lambda t}} mit {\displaystyle \lambda =\ln(b)/T_{b}}. Hierbei bezeichnet {\displaystyle b} den Wachstumsfaktor und {\displaystyle \lambda } die Wachstumskonstante.
Wegen {\displaystyle B(0)=A} ist {\displaystyle A} der Anfangsbestand zur Zeit {\displaystyle t=0}.
Ist {\displaystyle b>1}, also {\displaystyle \lambda >0}, so handelt es sich um eine exponentielle Zunahme. Die Verdopplungszeit (auch Doppelwertszeit und in der Biologie Generationszeit genannt) ist dann {\displaystyle T_{2}={\frac {\ln(2)}{\lambda }}}.
Bei {\displaystyle b<1} und daher {\displaystyle \lambda <0} spricht man von einer exponentiellen Abnahme. Die Halbwertszeit ist dann {\displaystyle T_{0{,}5}={\frac {\ln(0{,}5)}{\lambda }}}.
Allgemein ist bei einem Vervielfältigungsfaktor {\displaystyle v} die Vervielfältigungszeit {\displaystyle T_{v}={\frac {\ln(v)}{\lambda }}}. Umgekehrt berechnet sich der Vervielfältigungsfaktor zu {\displaystyle v={\frac {B(t+T_{v})}{B(t)}}=b^{T_{v}/T_{b}}=e^{\lambda T_{v}}>0}.

### Beispiel 1: Zinseszins mit einem Zinssatz von 8% p. a.
In diesem Beispiel beträgt der jährliche Zinsfaktor {\displaystyle b=1{,}08} und die Vervielfältigungszeit {\displaystyle T_{b}=1\ {\text{Jahr}}}. Bei einem Anfangskapital von {\displaystyle A=100\ \mathrm {\euro} } gilt:
{\displaystyle K(t)=A\cdot b^{t/T_{b}}=100\ \mathrm {\euro} \cdot 1{,}08^{t/{\text{Jahr}}}}
Durch die Substitution {\displaystyle \tau =t/T_{b}} lässt sich die Größengleichung in eine Zahlenwertgleichung umwandeln:
{\displaystyle K(\tau )=100\cdot 1{,}08^{\tau }}
Dabei bedeutet {\displaystyle K(\tau )} das nach {\displaystyle \tau ={\tfrac {t}{\text{Jahr}}}} Jahren angesammelte Kapital in €. Nach 9 Jahren ist das Kapital wegen
{\displaystyle K(9)=100\cdot 1{,}08^{9}=199{,}90}
auf 199,90 € angewachsen, es hat sich also fast verdoppelt.
Bei einer vierteljährlichen Gutschrift der Zinsen wäre der jährliche Zinsfaktor bankmäßig auf das Quartal umzurechnen ({\displaystyle b'=1+{\tfrac {b-1}{4}}}) und für die Zeit die Anzahl der Quartale einzusetzen ({\displaystyle \tau '={\tfrac {t}{1/4\ {\text{Jahr}}}}}). Dies ergäbe in diesem Beispiel:
{\displaystyle K(36)=100\cdot 1{,}02^{36}=203{,}99}.

### Beispiel 2: Epidemie
In einem Land verdoppele sich die Zahl der Infizierten alle 3 Tage. Hat man z. B. zum Zeitpunkt 0 eine Anzahl von 1000 Infizierten, so sind es nach 3 Tagen 2000, nach 6 Tagen 4000 Infizierte usw. Die Anzahl der Infizierten wachse also (zunächst) exponentiell und kann dann durch folgende Funktion beschrieben werden:
{\displaystyle I(\tau )=1000\cdot b^{\tau }} mit {\displaystyle b={\sqrt[{3}]{2}}} und Anzahl der Tage {\displaystyle \tau ={\tfrac {t}{\text{Tag}}}}
Nach 27 Tagen sind es dann schon {\displaystyle I(27)=1000\cdot ({\sqrt[{3}]{2}})^{27}=512.000} und nach 2 Monaten {\displaystyle I(61)=1000\cdot ({\sqrt[{3}]{2}})^{61}=1{,}3}  Milliarden Infizierte.
Bei ungebremstem Wachstum, aber begrenzter Population von zum Beispiel 80 Millionen, errechnen sich die Werte nach dem logistischen Wachstum zu {\displaystyle I(27)=509\,000} (nur eine kleine Abweichung vom exponentiellen Wachstum) und {\displaystyle I(61)=75} Millionen (nahe der Gesamtpopulation).

### Beispiel 3: Radioaktiver Zerfall
Cäsium-137, ein Produkt der Kernspaltung, hat eine Halbwertszeit von 30 Jahren. Seine Zerfallsfunktion lautet daher
{\displaystyle C(\tau )=A\cdot b^{\tau }} mit {\displaystyle b=2^{-{\frac {1}{30}}}} und Anzahl der Jahre {\displaystyle \tau ={\tfrac {t}{\text{Jahr}}}}
Nach 90 Jahren gibt es wegen
{\displaystyle C(90)=A\cdot ({2^{-{\frac {1}{30}}}})^{90}={\frac {A}{8}}}
immer noch {\displaystyle 1/8=12{,}5\ \%} der ursprünglich vorhandenen Cäsiummenge {\displaystyle A=C(0)}.
In den Beispielen 1 und 2 handelt es sich um eine exponentielle Zunahme und im Beispiel 3 um eine exponentielle Abnahme.

## Eigenschaften

### Modellbeschreibung

Verschiedene Arten von Wachstum
exponentielles Wachstum
lineares Wachstum
kubisches Wachstum

Nebenstehendes Bild zeigt beispielhaft, dass immer auf lange Sicht der Bestand (wie auch die Wachstumsgeschwindigkeit) eines positiven exponentiellen Prozesses größer ist als beim linearen, beim kubischen Wachstum oder allgemein bei allen Wachstumsprozessen, die sich durch ganzrationale Funktionen beschreiben lassen.
Beim Modell des exponentiellen Wachstums ist die Änderung {\displaystyle B_{n+1}-B_{n}} (diskreter Fall) bzw. {\displaystyle B'(t)} (kontinuierlicher Fall) der Bestandsgröße proportional zum Bestand. Im diskreten Fall ergibt sich der neue Bestandswert bei positivem Wachstum, indem der alte Wert mit einer Konstanten größer als 1 multipliziert wird, und bei negativem Wachstum mit einer positiven Konstanten kleiner als 1 multipliziert wird.
Bei der exponentiellen Abnahme bildet die x-Achse die Asymptote des Graphen der Wachstumsfunktion. Die Bestandsgröße nähert sich der Null an, verschwindet aber nicht. In Anwendungsbezügen wie z. B. der Biologie sind die Bestandsgrößen häufig ganzzahlig, sodass sehr kleine Werte schließlich keine Bedeutung mehr haben und der Bestand praktisch gesehen ausstirbt.

### Differentialgleichung
Differentialgleichungen (DGL) dienen der Beschreibung kontinuierlicher (stetiger) Wachstumsmodelle.
Die DGL für den exponentiellen Prozess lautet:
{\displaystyle {B}'(t)={\frac {\mathrm {d} B}{\mathrm {d} t}}=\lambda \cdot B(t)}
Dies ist eine lineare homogene Differentialgleichung mit konstanten Koeffizienten und kann zum Beispiel mittels der Methode „Variablentrennung“ gelöst werden.
Die Wachstumsgeschwindigkeit lässt sich aus der DGL herleiten: {\displaystyle B'(t)=\lambda \cdot B(t)=\lambda \cdot B(0)\cdot \mathrm {e} ^{\lambda t}}.

### Diskretes Wachstumsmodell
Zur Darstellung des diskreten Wachstumsmodells in rekursiver Form dienen aus Differenzen abgeleitete Folgen. Dabei bezeichnet {\displaystyle \Delta t} die Zeitdifferenz in einer äquidistanten Folge von Zeitpunkten {\displaystyle t_{n}=n\Delta t} für {\displaystyle n=0,1,2,\dotsc }; und {\displaystyle B_{n}} bedeutet die entsprechenden Bestandsgrößen.
In rekursiver Form wird zeitdiskretes exponentielles Wachstum (Zu- und Abnahme) durch
{\displaystyle B_{n+1}=B_{n}\cdot b}
beschrieben. Dabei ist der Wachstumsfaktor {\displaystyle b=1+p} mit jenem im zeitkontinuierlichen Fall identisch.
Die Bestandsgröße {\displaystyle B_{n}} folgt aus den Formeln für kontinuierliches Wachstum mit den Substitutionen {\displaystyle t=n\Delta t}, {\displaystyle T_{b}=\Delta t} und {\displaystyle \lambda ={\frac {\ln b}{\Delta t}}} zu
{\displaystyle B_{n}=B_{0}b^{n}=B_{0}\mathrm {e} ^{n\ln b}}.

### Auflösung nach der Zeit
Bestimmt werden soll die Zeitspanne {\displaystyle t_{f}}, in der sich ein exponentiell entwickelnder Bestand um den Faktor {\displaystyle f=B(t_{f})/B(0)} ändert. Die Wachstumsgleichung ist mit dem Vervielfältigungsfaktor {\displaystyle b} und der Vervielfältigungszeit {\displaystyle T_{b}} gegeben. Aus {\displaystyle b^{\frac {t_{f}}{T_{b}}}=f} folgt
{\displaystyle {\frac {t_{f}}{T_{b}}}=\log _{\,b}f={\frac {\ln f}{\ln b}}}.
Beispiel: Für {\displaystyle b=1+p} nahe eins gilt näherungsweise {\displaystyle \ln b=p}. Eine Verdoppelung ({\displaystyle f=2}) benötigt demnach die Zeit {\displaystyle t_{f}\approx T_{b}{\frac {0{,}7}{p}}}.

## Beispiele, allgemein und näher erläutert

### Naturwissenschaften

Bakterielles Wachstum bei E. coli. Die Generationszeit liegt bei ca. 20 Minuten.

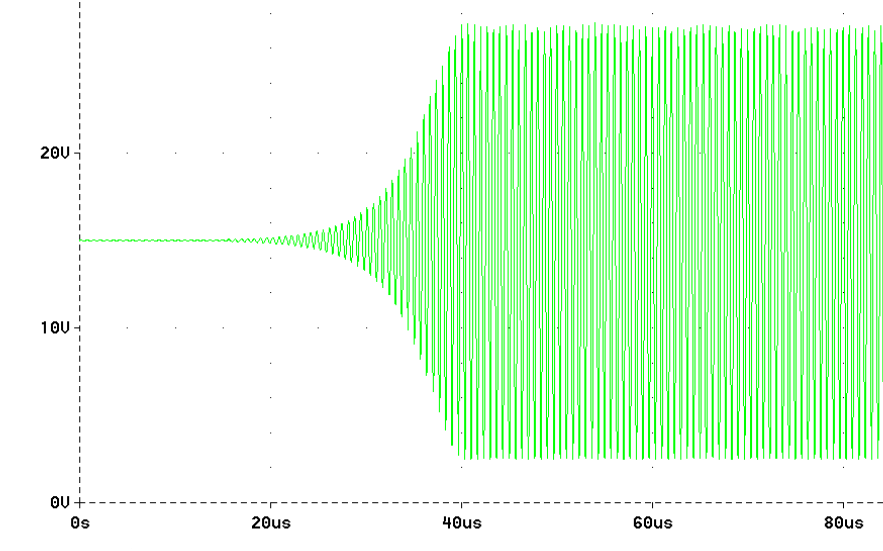
Exponentielles Anwachsen der Amplitude nach dem Einschalten eines Oszillators, bis die Begrenzung einsetzt

Wachstum von PopulationenDas Wachstum von Mikroorganismen wie beispielsweise Bakterien und Viren, Krebszellen und auch der Weltbevölkerung kann ohne begrenzende Faktoren (z. B. Konkurrenten, (Fress-)Feinde oder Krankheitserreger, endliche Nahrungsquellen) theoretisch exponentiell steigen. Das ist allerdings in der Regel nur ein theoretisches Beispiel. Das Wachstum z. B. von Bakterien wird normalerweise von einer logistischen Funktion beschrieben, die allerdings am Anfang einer Exponentialfunktion stark ähnelt.
Radioaktiver ZerfallDie Anzahl der Kernzerfälle in einer radioaktiven Materialmenge nimmt zeitlich annähernd exponentiell ab (siehe auch Zerfallsgesetz). In gleich langen Zeitintervallen zerfällt stets derselbe Bruchteil der zu Beginn des Intervalls noch vorhandenen Menge.
KettenreaktionBei der Kernspaltung werden Neutronen freigesetzt, die ihrerseits weitere Atomkerne zum Zerfall anregen können. Die Kettenreaktion tritt ein, wenn die kritische Menge überschritten wird. Eine Kernwaffe wird auf möglichst schnellen und hohen Anstieg der Reaktionsrate hin konstruiert. Die Kettenreaktion wird im Normalbetrieb eines Kernreaktors mittels Absorbern so gesteuert, dass die Reaktionsrate konstant bleibt.
Lambert-Beersches GesetzLegt ein monochromatischer (einfarbiger) Lichtstrahl mit einer bestimmten einfallenden Intensität durch ein absorbierendes, homogenes Medium (z. B. Farbstoff) einer bestimmten Schichtdicke darin einen Weg zurück, so lässt sich die Intensität des austretenden Strahls durch einen exponentiellen Zerfallsprozess darstellen. Die Intensität des austretenden Strahls ist proportional zur Intensität des einfallenden Strahls. Dies steht in engem Zusammenhang mit dem sogenannten Absorptionsgesetz für beispielsweise Röntgenstrahlung.
Anfachen eines OszillatorsDie zeitlich lineare Amplitudenänderung beim Anschwingen eines Oszillators entspricht einem zeitlich exponentiellen Amplitudenzuwachs eines realen Schwingers bei Parameterresonanz.

### Wirtschaft und Finanzen
ZinseszinsDie Zinsen werden hier einem Kapital {\displaystyle K} über einen gewissen Zeitraum zugeschlagen und mit verzinst. Dies führt zu einem exponentiellen Wachstum des Kapitals. Die Zinseszinsformel lautet {\displaystyle K(t)=K(0)\cdot (1+i)^{t/T_{i}}}, wobei {\displaystyle i} der Zinssatz pro Zinsperiode {\displaystyle T_{i}} und {\displaystyle K(0)} das Anfangskapital darstellen (siehe auch Zinsrechnung, Zinseszins, Josephspfennig – hier wird ein Penny im Jahre Null angelegt).
Bei einem Sparbuch mit 5 % Zinsen pro Jahr liegt die Verdopplungszeit nach obenstehender Faustformel bei {\displaystyle {\tfrac {70}{5}}\approx {\text{14 Jahren}}}.
SchneeballsystemDies sind Geschäftsmodelle, bei denen die Anzahl der Teilnehmer exponentiell wächst. Jeder Mitarbeiter hat hier eine bestimmte Anzahl weiterer Mitarbeiter zu rekrutieren, die dann wiederum diese Anzahl anwerben sollen, und so weiter. Nach dem gleichen Prinzip funktionieren auch Schenkkreise und Kettenbriefe.

### Technik

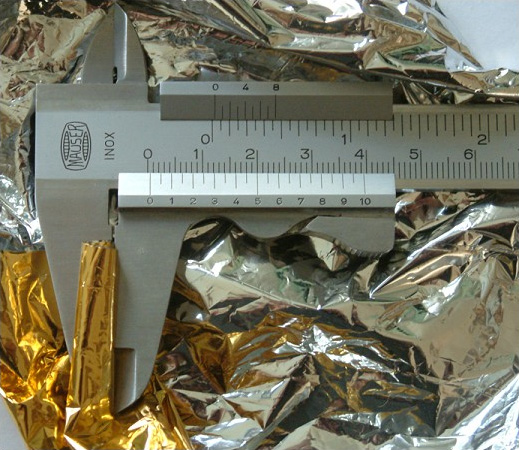
Fünffach gefaltete Mylarfolie

FaltenBei jedem Falten verdoppelt sich die Dicke von Papier oder Folie. Auf diese Weise lassen sich dünne Folien mit einem einfachen Messschieber ausmessen. Die Mylarfolie auf dem Bild besteht nach fünffachem Falten aus 25 = 32 Lagen Folie, die gemeinsam eine Dicke von 480 µm haben. Eine Folie ist also ca. 15 µm stark. Nach zehnfachem Falten wäre die Lage bereits 15 mm dick, nach weiteren 10 Faltungen mehr als 15,7 m. Da sich auch die Stapelfläche exponentiell verringert, lässt sich Papier in einem handelsüblichen Papierformat kaum mehr als sieben Mal zusammenschlagen.

### Mathematik
Schachbrett mit einem WeizenkornDer Anekdote zufolge soll der Brahmane Sissa ibn Dahir ein Spiel, das heute unter dem Namen Schach bekannt ist, für den indischen Herrscher Shihram erfunden haben, um ihm seine tyrannische Herrschaft, die das Volk in Elend und Not stürzte, zu verdeutlichen und ihn zu unterhalten. Ihm wurde dafür ein freier Wunsch gewährt. Sissa wünschte sich Folgendes: Auf das erste Feld eines Schachbretts wollte er ein Weizenkorn (je nach Literatur auch ein Reiskorn), auf das zweite Feld das Doppelte, also zwei Körner, auf das dritte wiederum die doppelte Menge, also vier und so weiter. Der König lachte und gewährte ihm einen Sack des Getreides. Daraufhin bat er den Herrscher, die genaue Menge durch seine Mathematiker ermitteln zulassen, da ein Sack nicht ganz ausreiche. Die Berechnung ergab: Auf dem letzten (64.) Feld würden so am Ende 263 ≈ 9,22 × 1018 Körner, also mehr als 9 Trillionen Körner liegen. Mehr als alles Getreide der Welt. Das Anwachsen der Körnerzahl lässt sich als exponentielles Wachstum unter Nutzung einer Exponentialfunktion der Basis 2 auffassen.

### Musik
Die Funktion von der additiven Gruppe der Intervalle {\displaystyle I} in die multiplikative Gruppe {\displaystyle Q} der Frequenzverhältnisse
{\displaystyle f\colon \,I\to Q}
ist eine Exponentialfunktion. Dabei gilt
{\displaystyle f}(Oktave) = 2 und {\displaystyle f}(n Oktaven) = {\displaystyle 2^{n}} für {\displaystyle n\in N}
Das Frequenzverhältnis von Intervallen wächst also exponentiell.
Hinweis: Oktave ist eine Einheit für die Intervallgröße mit dem Frequenzverhältnis 2:1. Cent ist eine Untereinheit der Oktave, wobei Oktave = 1200 Cent.
| Intervall         | Größe     | Frequenzverhältnis |
| ----------------- | --------- | ------------------ |
| 0 Oktaven (Prime) | 0         | 01                 |
| 1 Oktave          | 1200 Cent | 02                 |
| 2 Oktaven         | 2400 Cent | 04                 |
| 3 Oktaven         | 3600 Cent | 08                 |
| 4 Oktaven         | 4800 Cent | 16                 |
| • • •             |           |                    |

Bei den Intervallen handelt es sich um eine additiv geordnete Gruppe. Das Frequenzverhältnis einer Summe ist das Produkt der Frequenzverhältnisse.
Beispiel
Quinte = 702 Cent (Frequenzverhältnis 3⁄2)
Quarte = 498 Cent (Frequenzverhältnis 4⁄3)
Quinte + Quarte = 702 Cent + 498 Cent = 1200 Cent = Oktave (Frequenzverhältnis 3⁄2 × 4⁄3 = 2)

### Grenzen des Modells
Der Modellansatz zu exponentiellem Wachstum stößt in der Realität auf seine Grenzen –, insbesondere im wirtschaftlichen Bereich.
„Exponentielles Wachstum ist nicht realistisch“ als langfristiger Trend, so der Wirtschaftswissenschaftler Norbert Reuter. Er führt an, dass die Wachstumsraten in höher entwickelten Gesellschaften aufgrund von konjunkturellen Einflüssen zurückgehen. Indikator dafür ist das Bruttoinlandsprodukt (BIP). Mit Blick auf statistische Daten lässt sich ableiten, dass ein exponentielles Wirtschaftswachstum eher typisch für Anfangsjahre einer industriellen Volkswirtschaft ist, aber ab einem bestimmten Niveau, wenn wesentliche Entwicklungsprozesse abgeschlossen sind, in ein lineares Wachstum übergeht. Wird also ein weiteres exponentielles Wachstum extrapoliert, tritt eine Diskrepanz zwischen der Wachstumserwartung und dem tatsächlichen Verlauf auf.
Dies betrifft unter anderem die Staatsverschuldung. Durch die rechentechnisch falsche Erwartung, dass die Staatsverschuldung durch ein Wirtschaftswachstum begrenzt werden könnte, sinkt jedoch nur die Schwelle für neue Schulden. Bleibt jedoch das erwartete Wachstum aus, entsteht ein Defizit, das die künftige Handlungsfähigkeit eines Staates einschränkt. Aufgrund der Zinsen und Zinseszinsen besteht die Gefahr, dass die Staatsverschuldung exponentiell wächst.
Ein weiterer Aspekt ist, dass der Bedarf nicht ins Unermessliche steigt, sondern einen Sättigungseffekt erfährt, der auch nicht durch entsprechende Wirtschaftspolitik kompensiert werden kann. In die gleiche Richtung gehen Überlegungen in Bezug auf biologische Zusammenhänge beispielsweise durch Konkurrenz um Nahrung oder Platz. Bezogen auf die Weltbevölkerung thematisiert dies die Debatte um den ökologischen Fußabdruck – sprich um die Tragfähigkeit der Erde mit dem relativ kleinen Verbrauch an erneuerbare Ressourcen bezogen auf den Gesamtverbrauch an Ressourcen. Hier vernachlässigt das exponentielle Wachstumsmodell auch demographische Entwicklungen wie das Verhältnis zwischen Geburten- und Sterberate sowie das Verhältnis zwischen weiblicher und männlicher Bevölkerung.
Wachstumsmodelle, die den Sättigungseffekt berücksichtigen, sind das beschränkte Wachstum und das logistische Wachstum, während das Modell des vergifteten Wachstums auch wachstumshemmende Faktoren in den Prozess mit einberechnet.